# Thomas Lyon-Bowes, Mestre de Glamis

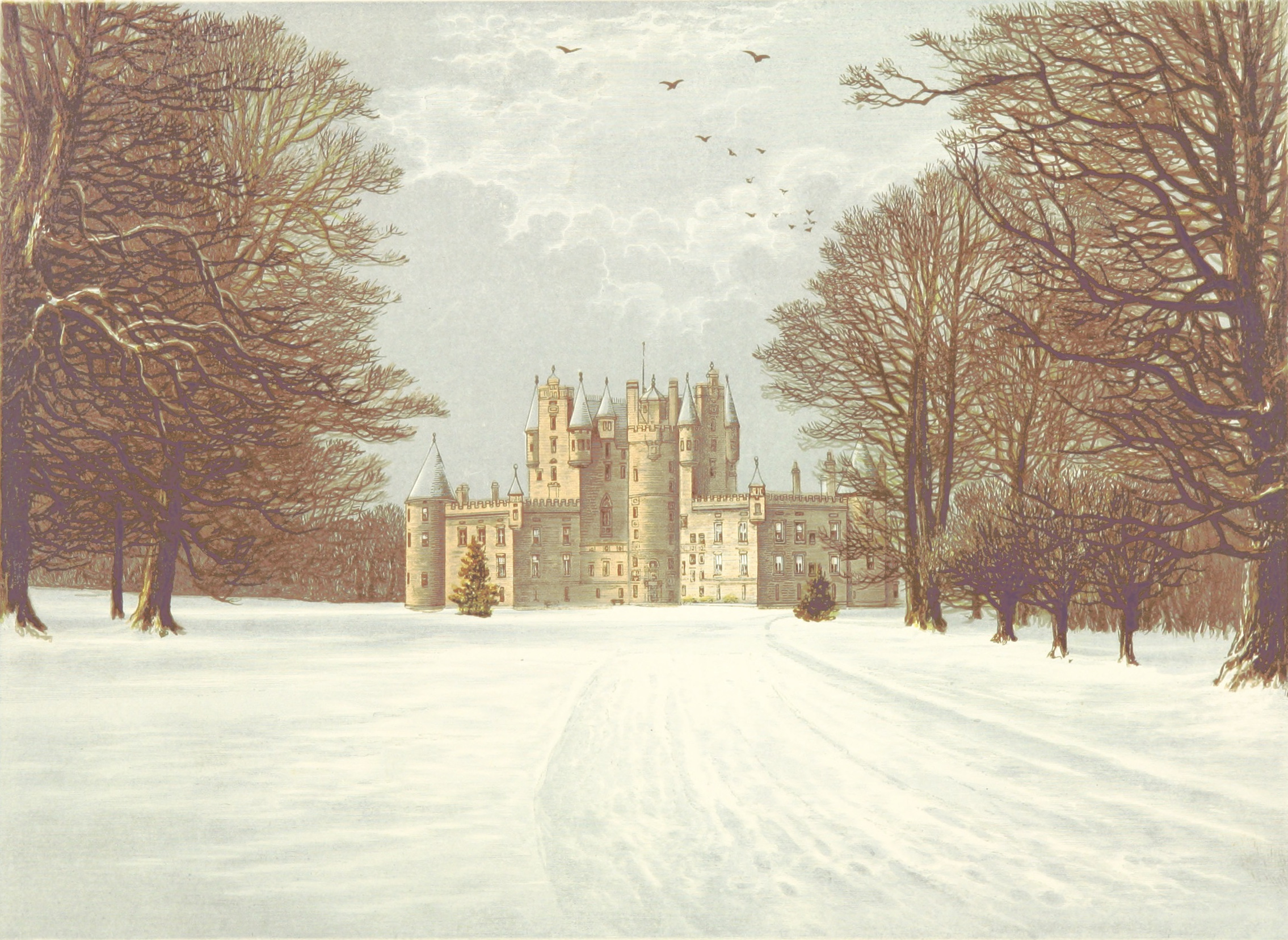
Castelo de Glamis

Thomas Lyon-Bowes (natimorto em 21 de outubro de 1821) foi o primeiro filho de Thomas Lyon-Bowes, Lord Glamis, e sua esposa Charlotte Lyon-Bowes (nome de batismo Charlotte Grimstead), trisavós da Rainha Isabel II. Embora Thomas esteja registrado no Peerage of Scotland de Robert Douglas como "nascido e falecido em 21 de outubro de 1821", se espalharam rumores durante os anos finais do século 19 de que a criança havia nascido deformada e, portanto, foi criada escondida no Castelo de Glamis em Angus, Escócia, dando origem a os apelidos de Monstro de Glamis e Horror de Glamis.

## O Mistério de Glamis
Rumores sobre a sobrevivência de Thomas Lyon-Bowes, conforme narrados por James Wentworth Day em seu livro de 1967, The Queen Mother's Family Story, parecem ter começado nas aldeias locais por causa de um suposto relato da parteira, cujo nome não e documentado. A criança deformada teria aparentado ter boa saúde quando a parteira partiu, levantando suspeitas quando a sua morte foi anunciada dias depois. Durante a segunda metade do século 19, a história foi discutida, e em 1885, a senhorita M. Gilchrist não só estava convencida da existência real desse monstro, como também o descreveu como uma criatura metade sapo, metade homem, alegando ainda que ele era o conde legítimo. As informações publicadas sobre o mistério de Glamis durante o reinado da Rainha Vitória raramente mencionam um monstro e, em vez disso, concentram-se na possibilidade de membros de um clã rival terem morrido enquanto estão trancados na sala secreta do castelo. A referência mais antiga que sobreviveu até os dias atuais, é de 1908 e afirma que "no Castelo de Glamis há uma câmara secreta onde está confinado um monstro. Esse monstro é o legítimo herdeiro do título e da propriedade, mas como é tão pouco apresentável, é mantido fora de vista e fora de posse.". Thomas não tem lápide, como a criança foi batizada como cristã ao nascer, isso tem sido usado para apoiar a conjectura de sobrevivência. Entretanto, o fato de Thomas Lyon-Bowes, que morreu no parto, não ter uma lápide individual está de acordo com as tradições fúnebres da época, quando - devido às altíssimas taxas de mortalidade infantil - normalmente apenas os adultos eram homenageados nesta época. Embora existam monumentos funerários dedicados às crianças dessa época, eles são raros. Durante uma visita ao Castelo de Glamis, o biógrafo da rainha-mãe, Michael Thornton, supostamente foi informado pelo décimo sexto conde que a entrada da câmara secreta onde Thomas residia havia sido trancada com tijolos após sua morte. Alguns relatos também supostamente vieram da cantora e compositora Virgínia Gabriel, que se hospedou no castelo em 1870. De acordo com Raymond Lamont Brown, um folclorista que escreve um relato de contos associados a Glamis, embora as histórias de uma câmara escondida provavelmente tenham uma base factual, ele afirma que a família nega enfaticamente os rumores sobre um monstro.